# Jos Verstappen
Johannes Franciscus „Jos“ Verstappen (* 4. března 1972, Montfort) je nizozemský automobilový závodník, bývalý pilot Formule 1. V roce 1993 se stal mistrem Německé Formule 3 a téhož roku se stal také vítězem již zaniklého závodu Masters of Formula 3.
Během své osmileté kariéry pilota Formule 1 závodil dohromady za 7 různých týmů. V letech 1994 až 2003 získal dvě umístění na stupních vítězů, což se mu podařilo jako prvnímu nizozemskému závodníkovi Formule 1.
Po svém odchodu z Formule 1 se Verstappen stal jezdcem A1 Grand Prix, kde se mu povedlo vyhrát jeden závod na Durbanském městském okruhu v Jihoafrické republice. V roce 2008 se stal také vítězem závodu 24 hodin Le Mans v jeho levnější a slabší třídě LMP2.
Je otcem současného pilota a mistra světa Formule 1 z roku 2021, 2022, 2023 a 2024 Maxe Verstappena, kterého od útlého věku sám trénoval a působil jako jeho manažer.

## Počátky kariéry
Verstappen začal jezdit na motokárách v osmi letech a nedlouho poté se účastnil národních závodů. V roce 1984 se stal nizozemským juniorským mistrem. Úspěšný zůstal i nadále a získal dva evropské tituly.
Koncem roku 1991 přešel k automobilovým závodům. Jezdil ve Formuli Opel Lotus, třídě, v níž proti sobě soutěží identické vozy. Hned v prvním roce vyhrál evropský šampionát a dostal nabídku jezdit ve Formuli 3 u týmu Van Amersfoort Racing, který vychovával i další jezdce, například Christijana Alberse, Toma Coronela a Basa Leinderse. Během této evropské zimní sezóny závodil v novozélandské Formuli Atlantic. Následně v německé Formuli 3 vyhrál několik mezinárodních soutěží, včetně Marlboro Masters 1993 a německého šampionátu Formule 3.

## A1 Grand Prix
Po dvou letech, kdy se Verstappen neúčastnil žádných závodů, byl v červenci potvrzen jako jezdec týmu A1 Team Netherlands, který řídí společnost Racing for Holland majitele Jana Lammerse, pro sérii A1 Grand Prix. V Durbanu se jim povedlo vyhrát hlavní závod. Dne 27. září 2006 se Verstappen rozešel s týmem A1 Team Netherlands poté, co se mu nepodařilo zajistit finanční záruky. Důsledkem toho bylo, že Verstappen dostal zaplaceno za sezónu 2005/06 až několik týdnů před začátkem následující sezóny. Pro první závod sezóny 2006/07 během domácího závodu týmu v Zandvoortu ho nahradil Jeroen Bleekemolen.

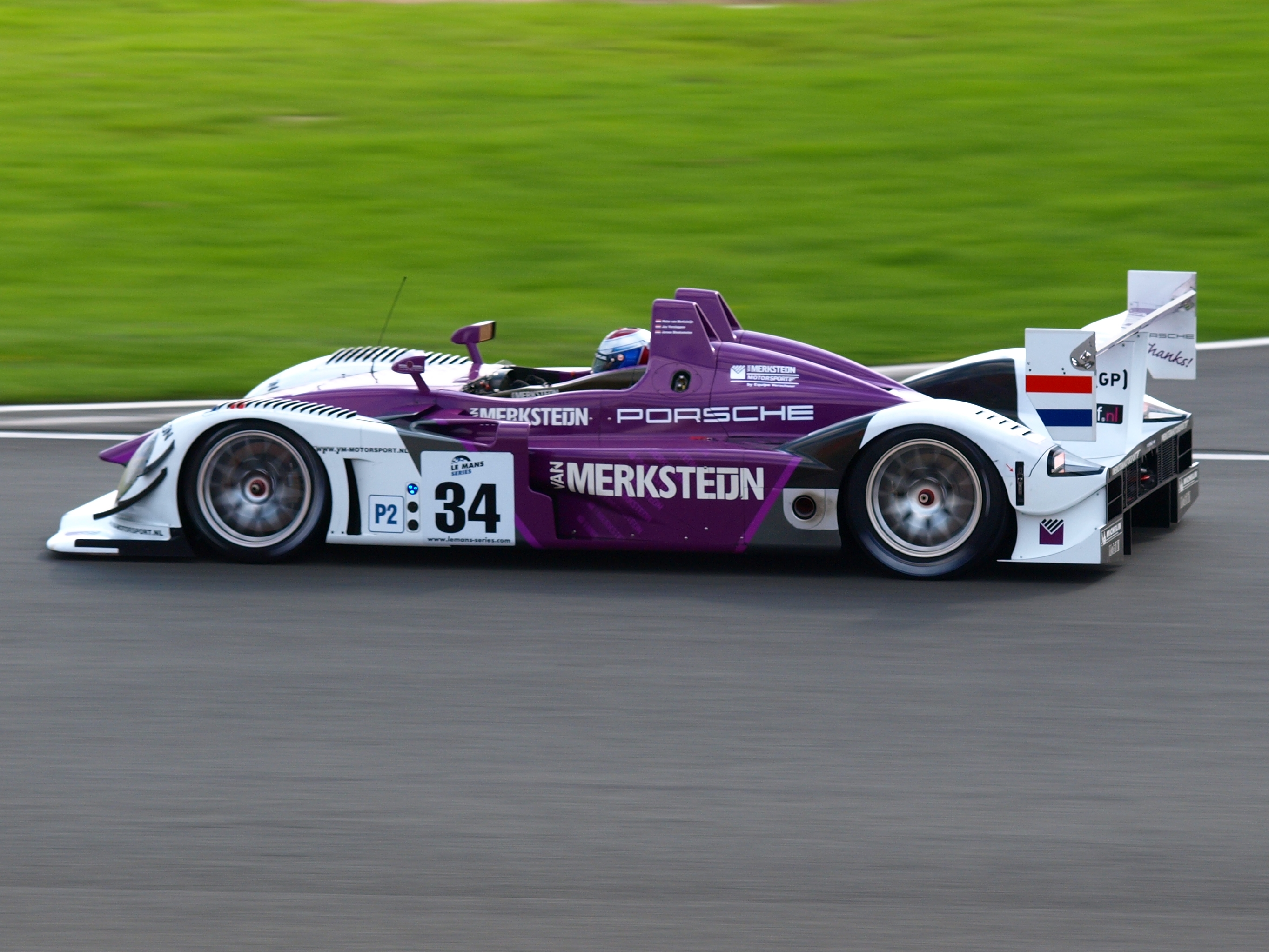
Jos Verstappen za volantem vozu Porsche RS Spyder týmu Van Merksteijn Motorsport při závodě 1000 km Silverstone 2008.

## 24 hodin Le Mans
V prosinci 2007 Verstappen oznámil, že se v roce 2008 zúčastní závodu 24 hodin Le Mans a také závodů na 1000 kilometrů v rámci série Le Mans. Verstappen řídil vůz Porsche RS Spyder třídy LMP2 týmu Van Merksteijn Motorsport a jeho partnerem byl majitel týmu Peter van Merksteijn starší. Na závod 24 hodin Le Mans se k týmu připojil také Jeroen Bleekemolen.

## Osobní život
V roce 1996 se Verstappen oženil s bývalou belgickou motokárovou závodnicí Sophií Kumpenovou, jejíž bratranec je bývalý závodník NASCAR Whelen Euro Series Anthony Kumpen a její strýc bývalý jezdec rally Paul Kumpen. Jos a Sophie spolu mají dvě děti, Maxe (nar. 1997) a Victorii (nar. 1999). Se svou druhou manželkou Kelly van der Waalovou má druhou dceru Blue Jaye (nar. 2014). Se svou třetí manželkou Sandy Sijtsmaovou má také druhého syna Jasona Jaxxe (nar. 2019) a třetí dceru Milu Faye (nar. 2020). Celkem má Verstappen pět dětí se třemi manželkami. Max i Victoria se stali závodními jezdci, přičemž Max se stal několikanásobným mistrem světa jezdců Formule 1.
Verstappen hovoří nizozemsky, anglicky a německy.

## Kontroverze
Po incidentu na motokárové trati v roce 1998, při němž jeden muž utrpěl frakturu lebky, byli Verstappen a jeho otec Frans u soudu shledáni vinnými z napadení, ale po mimosoudním vyrovnání s obětí dostali každý pětiletý podmíněný trest vězení.
V prosinci 2008, kdy manželé fakticky žili odděleně, stanul Verstappen před soudem v belgickém Tongerenu a byl obviněn z napadení své manželky Sophie Kumpenové. Byl shledán nevinným z napadení, ale vinným z vyhrožování Kumpenové v textových zprávách a z porušení dříve vydaného zákazu přiblížení. Byla mu uložena pokuta a tříměsíční podmíněný trest odnětí svobody.
Dne 29. listopadu 2011 se v médiích objevila obvinění, že Verstappen napadl svou bývalou přítelkyni; Verstappen tvrdil, že s ní pouze diskutoval. V lednu 2012 byl zatčen kvůli obvinění z pokusu o vraždu na základě obvinění, že v Roermondu najel autem do své bývalé přítelkyně, ale po dvou týdnech byl propuštěn poté, co bylo obvinění staženo. Verstappen a jeho bývalá přítelkyně Kelly van der Waalová se k sobě vrátili a v roce 2014 se vzali. Mají spolu dceru Blue Jaye, která se narodila v září 2014. Rozvedli se 2. června 2017.

## Kompletní výsledky ve Formuli 1
| Legenda k tabulce | Legenda k tabulce                                                                       |
| Barva             | Výsledek                                                                                |
| ----------------- | --------------------------------------------------------------------------------------- |
| Zlatá             | Vítěz                                                                                   |
| Stříbrná          | 2. místo                                                                                |
| Bronzová          | 3. místo                                                                                |
| Zelená            | Bodované umístění                                                                       |
| Modrá             | Nebodované umístění                                                                     |
| Modrá             | Dokončil neklasifikován (NC)                                                            |
| Fialová           | Odstoupil (Ret)                                                                         |
| Červená           | Nekvalifikoval se (DNQ)                                                                 |
| Červená           | Nepředkvalifikoval se (DNPQ)                                                            |
| Černá             | Diskvalifikován (DSQ)                                                                   |
| Bílá              | Nestartoval (DNS)                                                                       |
| Bílá              | Závod zrušen (C)                                                                        |
| Světle modrá      | Pouze trénoval (PO)                                                                     |
| Světle modrá      | Páteční testovací jezdec (TD)                                                           |
| Bez barvy         | Netrénoval (DNP)                                                                        |
| Bez barvy         | Vyřazen (EX)                                                                            |
| Bez barvy         | Nepřijel (DNA)                                                                          |
| Bez barvy         | Odvolal účast (WD)                                                                      |
| Bez barvy         | Nezúčastnil se (prázdné)                                                                |
| Označení          | Význam                                                                                  |
| Tučnost           | Pole position                                                                           |
| Kurzíva           | Nejrychlejší kolo                                                                       |
| †                 | Jezdec nedojel do cíle, ale byl klasifikován, protože odjel více než 90 % délky závodu. |
| ‡                 | Byl udělován poloviční počet bodů, protože bylo odjeto méně než 75 % délky závodu.      |
| Horní index       | Umístění bodujících jezdců ve sprintu                                                   |

| Rok  | Tým                       | Šasi          | Motor        | 1       | 2       | 3       | 4       | 5       | 6       | 7       | 8       | 9       | 10      | 11      | 12      | 13      | 14      | 15      | 16      | 17     | Umístění  | Body |
| ---- | ------------------------- | ------------- | ------------ | ------- | ------- | ------- | ------- | ------- | ------- | ------- | ------- | ------- | ------- | ------- | ------- | ------- | ------- | ------- | ------- | ------ | --------- | ---- |
| 1994 | Mild Seven Benetton Ford  | Benetton B194 | Ford V8      | BRA Ret | PAC Ret | SMR     | MON     | ESP     | CAN     | FRA Ret | GBR 8   | GER Ret | HUN 3   | BEL 3   | ITA Ret | POR 5   | EUR Ret | JPN     | AUS     |        | 10. místo | 10   |
| 1995 | MTV Simtek Ford           | Simtek S951   | Ford V8      | BRA Ret | ARG Ret | SMR Ret | ESP 12  | MON DNS | CAN     | FRA     | GBR     | GER     | HUN     | BEL     | ITA     | POR     | EUR     | PAC     | JPN     | AUS    | -         | 0    |
| 1996 | Footwork Hart             | Footwork FA17 | Hart V8      | AUS Ret | BRA Ret | ARG 6   | EUR Ret | SMR Ret | MON Ret | ESP Ret | CAN Ret | FRA Ret | GBR 10  | GER Ret | HUN Ret | BEL Ret | ITA 8   | POR Ret | JPN 11  |        | 16. místo | 1    |
| 1997 | Tyrrell                   | Tyrrell 025   | Ford V8      | AUS Ret | BRA 15  | ARG Ret | SMR 10  | MON 8   | ESP 11  | CAN Ret | FRA Ret | GBR Ret | GER 10  | HUN Ret | BEL Ret | ITA Ret | AUT 12  | LUX Ret | JPN 13  | EUR 16 | -         | 0    |
| 1998 | Stewart Ford              | Stewart SF02  | Ford V10     | AUS     | BRA     | ARG     | SMR     | ESP     | MON     | CAN     | FRA 12  | GBR Ret | AUT Ret | GER Ret | HUN 13  | BEL Ret | ITA Ret | LUX 13  | JPN Ret |        | -         | 0    |
| 2000 | Arrows F1 Team            | Arrows A21    | Supertec V10 | AUS Ret | BRA 7   | SMR 14  | GBR Ret | ESP Ret | EUR Ret | MON Ret | CAN 5   | FRA Ret | AUT Ret | GER Ret | HUN 13  | BEL 15  | ITA 4   | USA Ret | JPN Ret | MAL 10 | 12. místo | 5    |
| 2001 | Orange Arrows Asiatech    | Arrows A22    | Asiatech V10 | AUS 10  | MAL 7   | BRA Ret | SMR Ret | ESP 12  | AUT 6   | MON 8   | CAN 10  | EUR Ret | FRA 13  | GBR 10  | GER 9   | HUN 12  | BEL 10  | ITA Ret | USA Ret | JPN 15 | 18. místo | 1    |
| 2003 | European Minardi Cosworth | Minardi PS03  | Cosworth V10 | AUS 11  | MAL 13  | BRA Ret | SMR Ret | ESP 12  | AUT Ret | MON Ret | CAN 9   | EUR 14  | FRA 16  | GBR 15  | GER Ret | HUN 12  | ITA Ret | USA 10  | JPN 15  |        | 22. místo | 0    |